# قوان شين
قوان شين (بالصينية: 关馨) (24 يناير 1987 بمدينة جيلين في الصين - ) هي لاعبة كرة سلة صينية في مركز الوسط، شاركت في 2011 FIBA Asia Championship for Women ‏ و2009 FIBA Asia Championship for Women ‏ ودورة الألعاب الآسيوية 2010 و2007 FIBA Asia Championship for Women ‏ والألعاب الأولمبية الصيفية 2012 وبطولة كأس العالم لكرة السلة للسيدات 2010.

## وصلات خارجية
- قوان شين على موقع الاتحاد الدولي لكرة السلة (الإنجليزية)
- قوان شين على موقع كرة السلة الأوروبية.كوم (الإنجليزية)
- قوان شين على موقع سبورتس رفرنس (الإنجليزية)
- قوان شين على موقع أوليمبيديا (الإنجليزية)